# Rimae Sulpicius Gallus
Rimae Sulpicius Gallus – grupa rowów  na powierzchni Księżyca o średnicy około 90 km. Znajduje się na zachodnim brzegu Mare Serenitatis, wzdłuż Montes Haemus, na współrzędnych selenograficznych ☾ 21,0°N 10,0°E/21,000000 10,000000. Nazwa tego systemu kanałów została nadana w 1964 roku przez Międzynarodową Unię Astronomiczną i pochodzi od pobliskiego krateru Sulpicius Gallus.